# Knipowitschia milleri
Knipowitschia milleri är en fiskart som först beskrevs av Harald Ahnelt och Bianco, 1990.  Knipowitschia milleri ingår i släktet Knipowitschia och familjen smörbultsfiskar. IUCN kategoriserar arten globalt som akut hotad. Inga underarter finns listade i Catalogue of Life.